# شکارچیان (فیلم ۱۹۵۷)
شکارچیان (انگلیسی: The Hunters) یک فیلم به کارگردانی جان مارشال و رابرت گاردنر است که در سال ۱۹۵۷ منتشر شد.